# وايلد مان فيشر
وايلد مان فيشر (بالإنجليزية: Wild Man Fischer)‏ هو مغني وكاتب أغاني وفنان الشارع أمريكي، ولد في 6 نوفمبر 1944 في لوس أنجلوس في الولايات المتحدة، وتوفي بنفس المكان في 16 يونيو 2011 بسبب قصور القلب.

## وصلات خارجية
- وايلد مان فيشر على موقع IMDb (الإنجليزية)
- وايلد مان فيشر على موقع ميوزك برينز (الإنجليزية)
- وايلد مان فيشر على موقع ديسكوغز (الإنجليزية)
- وايلد مان فيشر على موقع قاعدة بيانات الفيلم (الإنجليزية)